# Cossinia trifoliata
Cossinia trifoliata là một loài thực vật có hoa trong họ Bồ hòn. Loài này được (Baill.) Radlk. mô tả khoa học đầu tiên năm 1878.